# Dare (Dili)
Dare (ehemals Florestal) ist ein osttimoresischer Suco Dare im Verwaltungsamt Vera Cruz (Gemeinde Dili). Dare bedeutet auf Mambai „Zitronenbaum“.

## Geographie

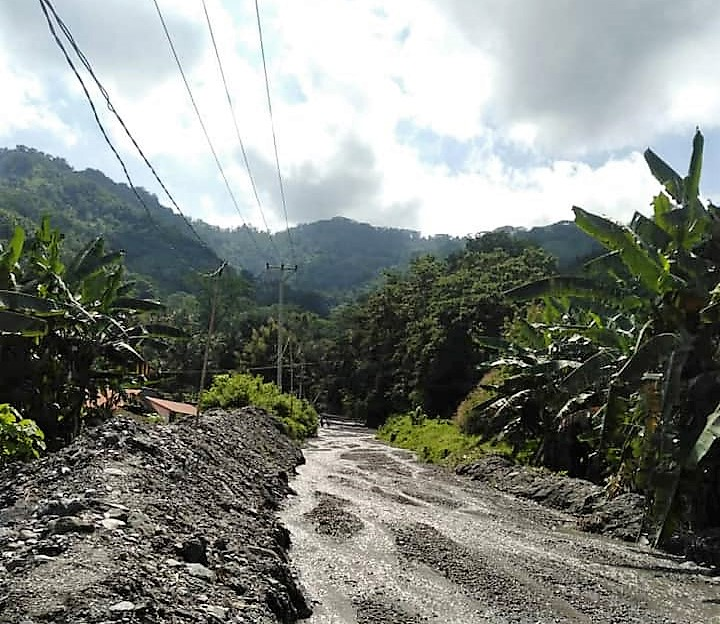
Flussbett in Dare

Der Suco Dare bildet den Süden des Verwaltungsamts Vera Cruz. Östlich befindet sich der Suco Balibar, nördlich die Sucos Lahane Oriental, Vila Verde und Bairro Pite und nordöstlich der Suco Manleuana. Im Westen reicht Dare bis an die Gemeinde Liquiçá, im Süden grenzt es an die Gemeinde Aileu. Die Südgrenze von Dare bildet größtenteils der Fluss Bemos, der später als Beinas in den Rio Comoro mündet, der wiederum der Westgrenze zu Liquiçá folgt. Im Norden Dares entspringen zwei weitere Flüsse, die in der Regenzeit nach Norden abfließen. Der Maloa folgt dann der nordwestlichen Grenze zwischen Vera Cruz und Dom Aleixo. Seit der Gebietsreform 2015 hat Dare eine Fläche von 17,33 km². Der Suco wird in zehn Aldeias unterteilt: Im Nordosten liegen Nahaec (Nahaek), Fatu Naba (Fatunabe, Fatunaba) und Suca Lau und im Norden Fuguira/Bauloc und Lemorana. Das Zentrum bilden Coalau II, Fila Beba Tua und südlich Coalau I. Im Westen befinden sich Leilaus und Casnafar (Kasanafar).
Neben dem Ort Dare liegen im Suco die Ortschaften Casnafar, Fatu Naba, Laulara Lama, Leilaus, Nahaec und Bematua.
Nördlich vom Ort Dare befindet sich ein katholisches Schulzentrum mit Grundschule und Prä-Sekundarschule, im Ort eine Krankenstation. Auch in Casnafar, Fatu Naba und Leilaus gibt es eine Grundschule. In Fatu Naba steht das Mahnmal zur Schlacht um Timor. Es wurde von australischen Veteranen 1969 errichtet und ist den Timoresen gewidmet, die den australischen Soldaten im Zweiten Weltkrieg im Kampf gegen die japanischen Invasoren unterstützten. Zwischen 1942 und 1945 starben durch die Kämpfe und die Besatzung etwa 40.000 Timoresen. Das Mahnmal besteht nur aus einem Betonblock mit zwei Flaggenmasten, an denen die Flaggen Australiens und Osttimors hängen. Außerdem gibt es zwei Bronzetafeln: Eine von 1969 auf Portugiesisch, eine von 1999 auf Englisch, die australische Soldaten nach der Krise in Osttimor 1999 hinzufügten. 2009 wurde das Denkmal von australischen Soldaten neu errichtet, weil das alte bereits zerfiel. Seit 2010 gehören dazu auch ein Museum und ein Café.

## Einwohner

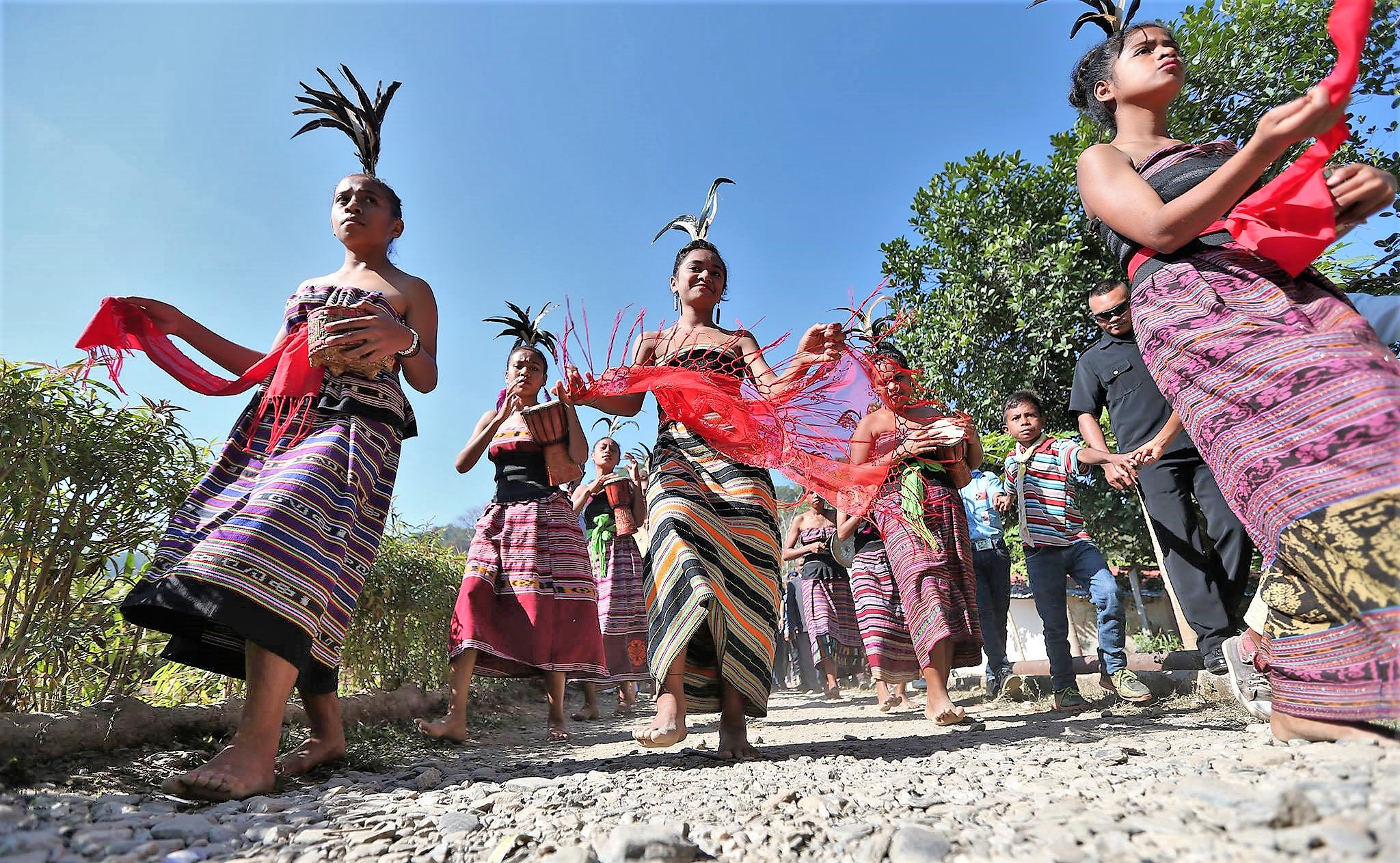
Feierlichkeiten in Dare (2018)

Im Suco leben 4.052 Einwohner (2022), davon sind 2.080 Männer und 1.972 Frauen. Der gesamte Suco gilt als ländlich und damit eigentlich nicht als Teil der Stadt Dili. Im Suco gibt es 718 Haushalte. Über 96 % der Einwohner geben Tetum Prasa als ihre Muttersprache an. Minderheiten sprechen Mambai oder Lolein.

## Geschichte

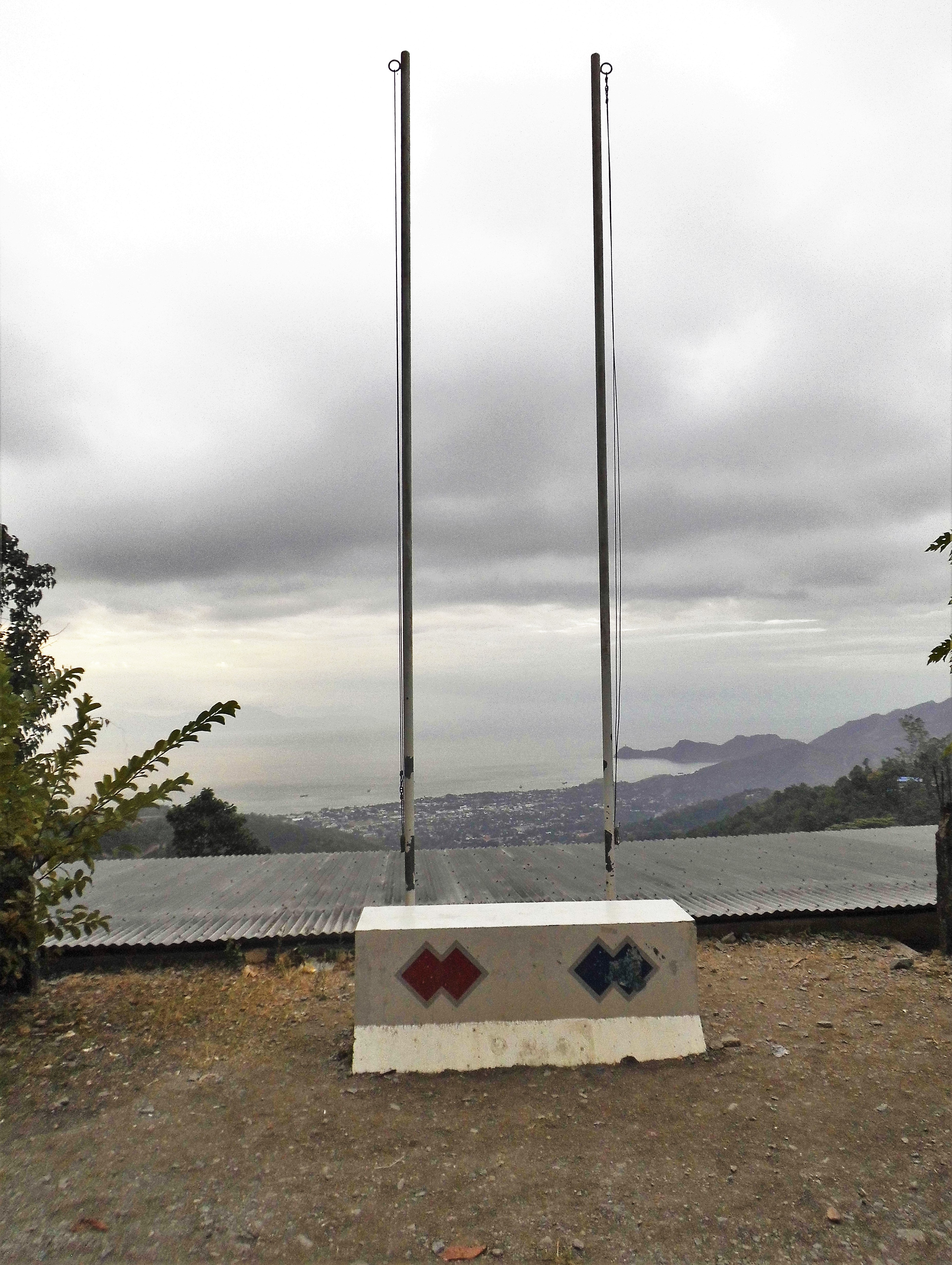
Australisches Mahnmal zum Zweiten Weltkrieg

1951 wurde das Priesterseminar Nossa Senhora da Fatima von Soibada nach Dare verlegt. Das Colégio de São José wurde davon 1983 als eigene Institution abgetrennt und befindet sich nun in Balide.
Am 10. Juni 1980 griffen FALINTIL-Einheiten unter anderem militärische Einrichtungen der indonesischen Besatzung in Dare und Fatu Naba an. Es war der erste größere Angriff, auch levantamento (portugiesisch Erhebung, Aufstand) genannt, seit 1978. Das indonesische Militär tötete als Vergeltung daraufhin über 100 Menschen, die in der Nähe des Überfallsort lebten, und folterte oder verbannte Angehörige von Widerstandskämpfern auf die als Gefängnisinsel benutzte Insel Atauro.
1999 kam es während der Gewaltwelle nach dem Unabhängigkeitsreferendum zu massiven Ausschreitungen in Dare. Von „wahllosem Töten“ durch pro-indonesische Milizen und indonesische Spezialeinheiten wurde berichtet.

## Politik
Bei den Wahlen von 2004/2005 wurde José dos Santos zum Chefe de Suco gewählt. Bei den Wahlen 2009 gewann Abel dos Santos und 2016 Gil Araújo.

## Persönlichkeiten
- Abel dos Santos (* 1974), Politiker